# 特奥·阿尔布雷希特
特奧多爾·保羅·“特奥”·阿尔布雷希特（德語：Theodor Paul „Theo“ Albrecht，1922年3月28日—2010年7月24日），德国企业家，其与其兄卡尔·阿尔布雷希特（Karl Albrecht）一同创建了德国家喻户晓的连锁超市——奥乐齐超市。
他及其家族在《福布斯》2019年全球億萬富豪榜中名列第61位，資產達到174億美元。1961年，他們兄弟倆人拆分所有權，他哥哥卡尔在德國南部開店，及取得英國，澳大利亞和美國的奧樂齊超市(Aldi)的品牌所有權。

## 生平
卡尔和特奥在一个节俭环境中长大。父亲原是一名矿工不久转行做面包店的临时工；母亲有家位于埃森工人居住区Schonnebeck的小食品店。二战结束后，1946年两兄弟将父母的食品店生意接过来。1961年两兄弟的集团开始分开经营：哥哥卡尔负责南Aldi，特奥责接手北Aldi。
1971年11月29日，特奥·阿尔布雷希特被Hans Joachim Ollenburg和Paul Kron绑架。劫持过程共持续了17天，在首先支付了700万马克并通过Franz Hengsbach主教转交之后，找到了特奥。两名罪犯还是被捕并于1973年由埃森市法庭判处每人8年半监禁。据说在特奥·阿尔布雷希特被绑架前仅穿了件让人吃惊极普通的西服，以至于绑匪让特奥出示身份证，以证明没绑错。当时计划由一名主教交付赎金，事实是由于阿尔布雷希特兄弟俩都是天主教信仰者。之后在法庭上，特奥还希望将赎金作为特殊支出以用来抵消税金。
由于阿尔布雷希特兄弟隐退生活，关于特奥·阿尔布雷希特的消息很少；只知道两兄弟十分节俭。特奥喜欢打高尔夫以及收藏打字机。他生活在Föhr岛上，并有一个约一平方公里的自己的高尔夫球场。最后一张特奥公开露面的照片来自在他1971年时绑架后的一天。之后的又一次公开照片是在80年代初，报道员Franz Ruch对兄弟俩所照。（特奥·阿尔布雷希特在右侧，卡尔在左侧）
同他哥哥卡尔一样，福布斯估算特奥拥有约175亿美元的财富也属于全球亿万富翁并位列2007年第20。和他的哥哥一起都是欧洲境内最富有的人。